# Dickel
Dickel er en kommune i amtet ("Samtgemeinde") Rehden i Landkreis Diepholz i den tyske delstat Niedersachsen.